# Cruz del Puerto de Ordal
La Cruz del Puerto de Ordal o Cruz de Ordal es una cruz de término situada entre los municipios españoles de Subirats, Vallirana, i Cervelló. Es parte del Inventario del Patrimonio Arquitectónico de Cataluña y Bien de Interés Cultural Local.

## Descripción
Se trata de una cruz de término para delimitar tierras de 5,30 metros de altura, con 3 escalones octogonales de 0,19 m, también es octogonal el zócalo de 0,90 m, la columna y el capitel. El capitel presenta figuras en relieve; cuatro de evangelistas y la resta son patrones de las parroquias vecinas: San Pedro (Subirats), San Mateo (Vallirana), San Esteban (Ordal y Cervelló) y san Isidro, también dispone de 4 lemas heráldicos. Sobre el capitel hay una cruz con la imagen de Cristo en el lado norte, y en el sur, de la Virgen de la Merced. El zócalo está decorado con una inscripción de su bendición que dice: NOVITER AEDIFICATA AC BENEDICTA XVIII-MAII-MCMLII 

## Historia
Un pergamino de amojonamiento de 1599, firmado por el notario de Barcelona, Alfons Miquel, documenta que ese mismo año se construyó una cruz para amojonar las tierras del mas de Pujol, y del mas Roca, los dos pertenecieron al mas del Lledoner.

### Edad Contemporánea
Durante la ocupación de Ordal, 1810, dentro de la guerra del Francés, la cruz fue destruida, quedando solo la parte de los escalones.
En el período de la Guerra Civil la cruz fue arrasada totalmente, de tal forma que hoy no existen restos de la cruz original.
Se decidió su reconstrucción y fue encargada al arquitecto Jeroni Martorell, y ejecutada por Florenci Daura, con un presupuesto de 30 000 pesetas. El día 18 de mayo de 1952, el obispo de Barcelona, Gregorio Modrego, bautizó la nueva Cruz del Puerto de Ordal. Se compusieron unos gozos en honor a la cruz por Francesc Baldelló, recogidos en la obra de Josep Raventó.
En 1984 la cruz cayó cuando en la vuelta ciclista de aquel año se colocó una pancarta atada a la cruz, los daños fueron cubiertos por la compañía de seguros.